# Borgerligt tusmørke (roman)
Borgerligt tusmørke fra (2006) er Simon Fruelunds debutroman. 
Bogen skildrer i tre dele beboerne i Dantés Allé, vejens historie og beboerne i højhuset på den anden side af mosen. Alt sammen ét husnummer ad gangen. Den sproglige stil er ordknap og kølig, så læseren er selv nødt til at forbinde informationerne. Både titlen på bogen og beskrivelserne af beboerne peger præg af en vis social satire.
Bogen blev hovedsagligt modtaget positivt og var blandt Politikens bud på bedste bøger fra 2006.